# Bouan
Bouan település Franciaországban, Ariège megyében. Lakosainak száma 41 fő (2022. január 1.). Bouan Larcat, Larnat, Ornolac-Ussat-les-Bains és Aulos-Sinsat községekkel határos.

## Népesség
A település népességének változása:
| Lakosok száma | 58   | 37   | 30   | 32   | 37   | 36   | 38   | 39   | 40   | 41   |
|               | 1968 | 1982 | 1999 | 2006 | 2011 | 2015 | 2017 | 2018 | 2020 | 2022 |